# Дречин, Семён Владимирович
Семён Влади́мирович (Вульфович) Дре́чин (бел. Сямён Уладзiмiравiч Дрэчын; 6 января 1915, Минск — 1 августа 1993, Минск) — советский белорусский артист балета, балетмейстер. народный артист БССР (1954).

## Биография
Родился в еврейской семье музыкантов Вульфа и Эсфири Иосифовны Дречиных.
Окончил Белорусскую студию оперы и балета (1933).
В 1933—1941 и с 1944—1959 (в 1950—1959 также балетмейстер) — солист ГАТОБ БССР (в 1941—1944 — солист ГАБТ).
В 1959—1964 балетмейстер театров оперы и балета Уфы, Львова, Саратова, Самары, Кишинёва, Улан-Удэ.
В 1971—1973 художественный руководитель ансамбля танца БССР, в 1973—1980 балетмейстер Государственного театра музыкальной комедии БССР.
Умер 1 августа 1993 года в Минске. Похоронен в колумбарии Восточного кладбища Минска.

## Награды и премии
- орден Трудового Красного Знамени (25.02.1955)
- орден «Знак Почёта» (20.06.1940) — за выдающиеся заслуги в деле развития белорусского театрального и музыкального искусства
- народный артист БССР (1954)
- Сталинская премия второй степени (1950) — за исполнение партии Василя в балетном спектакле «Князь-озеро» В. А. Золотарёва (1949) на сцене БелГАТОБ

### Партии
- «Соловей» М. Е. Крошнера — Симон
- «Дон-Кихот» Л. Минкуса — Базиль
- «Пламенные сердца» В. А. Золотарёва — Янко
- «Бахчисарайский фонтан» Б. В. Асафьева — Гирей
- «Лебединое озеро» П. И. Чайковского — Зигфрид
- «Князь-озеро» В. А. Золотарёва — Василь
- «Конек-Горбунок» Ц. Пуни — Иванушка
- «Эсмеральда» Ц. Пуни — Клод
- «Красный мак» Р. М. Глиэра — Ли Шанфу

### Постановки
- «Красный мак» Р. М. Глиэра(1950)
- «Эсмеральда» Ц. Пуни(1951)
- «Шопениана» М. М. Фокина (1952)
- «Лауренсия» (1955)
- «Голубой Дунай» (1958)
- «Звезда Венера» (1971)
- «Поэма о негре» Дж. Гершвина (1962)
- «Болеро» М. Равеля (1962, автор либретто)
- «Волжская легенда» А. И. Хачатуряна
- «Озорные частушки» Р. К. Щедрина (1965)
- «Сломанный меч» (1960)
- «Антоний и Клеопатра» Ц. Пуни (1971)
- «Радда» Д. Г. Гершфельда по рассказу «Макар Чудра» М. Горького (1974, автор либретто)
- «Гюльназира» Н. Г. Сабитова (один из авторов сценария)
- «Франческа да Римини»
- «Сольвейг» Э. Григ